# Awa Dia
Awa Dia (... – 1º gennaio 2002) è stata una cestista senegalese.

## Carriera
Con il Senegal ha disputato i Campionati mondiali del 1975.